# Stachys der Apostel
Stachys der Apostel († 54) war nach der Tradition der orthodoxen Kirche von 38 bis 54 der zweite Bischof von Byzantion (dem späteren Konstantinopel) und Nachfolger des Apostels Andreas, von dem er zum Bischof geweiht worden sein soll. Der griechische Name Σταχύς bedeutet Ähre. Andere Namensformen sind Stakhias und Eustachius.
In der orthodoxen Kirche gilt er als einer der siebzig Jünger Jesu Christi und wird als Heiliger verehrt. Nach der orthodoxen Tradition starb er eines natürlichen Todes. Sein Festtag ist der 31. Oktober.
Es ist nicht erwiesen, ob er tatsächlich mit jenem Stachys identisch ist, den Paulus in Röm 16,9  in Rom grüßen lässt. Erwähnungen in Bischofslisten als Bischof von Argyropolis, dem heutigen Eminönü, finden sich erst ab dem 7. Jahrhundert.